# So endete eine Liebe
Pour plus de détails, voir Fiche technique et Distribution.
So endete eine Liebe (titre français : Ainsi finit un grand amour) est un film allemand réalisé par Karl Hartl, sorti en 1934.

## Synopsis
Comme Joséphine ne peut pas donner un héritier à Napoléon, Talleyrand, conseiller politique de Napoléon, fait tout son possible pour la convaincre que le divorce est inévitable. L'empereur a absolument besoin d'un fils. Joséphine a à cette époque 47 ans et souffre beaucoup d'avoir à se séparer de son mari. Après la prononciation du divorce, Metternich, qui contrôle le destin de l'Autriche, reçoit une lettre de Talleyrand. Napoléon lui-même se rapproche de L'empereur François d'Autriche, car le Corse veut une princesse Habsbourg à ses côtés et sur le trône français. Metternich lui répond que l'empereur est d'accord et lui présentera sa fille Marie-Louise, 19 ans.
Le jeune archiduchesse, qui séjourne avec la seconde épouse de François, l'impératrice Maria Ludovika, et les autres enfants de l'empereur dans la résidence d'été du couple en Hongrie, n'a aucune idée de l'épée de Damoclès suspendue au-dessus d'elle. Marie-Louise a avec la seconde épouse de son père, qui n'est beaucoup plus âge qu'elle, une bonne relation amicale. Ludovika déteste Napoléon, car il a vaincu non seulement l'Autriche, mais a également déchiré le duché de son frère François de Modène.
Metternich est convaincu qu'une alliance des Habsbourg et de Bonaparte est politiquement nécessaire, cependant la mise en œuvre de son plan fait face à des difficultés imprévues. L'empereur d'Autriche ne semble soudain plus disposé à vouloir donner sa fille en mariage à Napoléon. Il avait promis dans le passé qu'elle pourrait choisir un mari selon son cœur. Metternich sait trop bien que Marie-Louise est influencée par Maria Ludovika, il est conscient qu'une telle entreprise est presque impossible. Lorsqu'il parle à l'empereur, ce dernier se demande alors comment être diplomate. Metternich réfléchit et a l'idée que François de Modène fera changer l'opinion de sa sœur. François, qui n'a plus de pouvoir depuis son renoncement devant Napoléon, a besoin d'argent, de même que Metternich peut lui rendre de l'influence. L'homme d'État lui donne cet argent et prépare avec lui son départ en Hongrie pour annoncer le mariage à Marie-Louise. D'abord réticent, il cède face à l'argent.
En Hongrie, François est accueilli par sa sœur et les enfants avec une grande joie et quand il affronte Marie-Louise, il revoit leurs jeux d'enfants. On comprend qu'elle était son premier amour et qu'elle n'a pas oublié sa promesse. Lorsque l'archiduchesse était âgé de 15 ans, François lui avait assuré qu'il reviendrait vers elle pour demander sa main. Marie-Louise lui avait alors affirmé qu'elle l'attendrait. L'archiduchesse qui est fermement convaincue que François est venu en Hongrie pour cela est folle de joie. En sa présence, il n'ose pas avouer à Marie-Louise quelle sera son destin. Alors qu'il parle de divorce de Napoléon et de ses raisons, Ludovika se croit confortée dans son opinion sur le Corse et Marie-Louise regrette naïvement qu'elle ne sera pas son épouse. Mais à ce moment François ne trouve pas le courage de parler ouvertement avec son amour.
Marie Ludovika est heureuse de voir que son frère et Marie-Louise seront ensemble et écrit à l'empereur François d'Autriche. Ce dernier lui répond sèchement que le mariage de Marie-Louise avec Napoléon est un fait accompli aujourd'hui. L'impératrice tombe malade, François de Modène revient à Vienne en ayant compris la décision de l'empereur autrichien. Dans le même temps, Metternich part en Hongrie avec Marie-Louise, qui sait maintenant qu'elle doit épouser Napoléon. Il fait comprendre à la jeune archiduchesse que la guerre est imminente si elle refuse la demande de Napoléon et que l'empire et la dynastie disparaîtraient. La jeune fille consent à ce mariage.
Le jour de la cérémonie de mariage, Marie-Louise a une dernière fois l'occasion de parler avec François de Modène. Même si elle sait maintenant tout, elle remercie François pour le moment le plus heureux de sa vie. Alors que Marie-Louise est devant l'autel, on ne voit aucun visage heureux dans l'assistance. Metternich est affecté par la solitude qui l'entoure. François de Modène se rapproche pour reprendre son marmonnement. Quand l'orgue de l'église signifie que le mariage est acté, ainsi finit un grand amour.

## Fiche technique
- Titre : So endete eine Liebe
- Réalisation : Karl Hartl assisté de Heinz Helbig (de)
- Scénario : Karl Hartl, Walter Reisch
- Musique : Franz Grothe
- Direction artistique : Werner Schlichting
- Photographie : Franz Planer
- Son : Hans Grimm
- Montage : René Métain (de)
- Production : Arnold Pressburger, Gregor Rabinovitch
- Société de production : Cine-Allianz Tonfilm (de)
- Société de distribution : Cine-Allianz
- Pays de production :  Reich allemand
- Langue : allemand
- Format : Noir et blanc - 1,37:1 - Mono - 35 mm
- Genre : Drame
- Durée : 94 minutes
- Dates de sortie :
  - Allemagne : 18 octobre 1934.
  - France : 22 novembre 1935[1].

## Distribution
- Paula Wessely : L'archiduchesse Marie-Louise
- Willi Forst : Le duc François de Modène
- Gustaf Gründgens : Metternich
- Franz Herterich : L'empereur François
- Rose Stradner : Maria Ludovika
- Erna Morena : Joséphine de Beauharnais
- Maria Koppenhöfer : Letizia Bonaparte
- Edwin Jürgensen (de) : Talleyrand
- Gustav Waldau (de) : Le conseiller de la cour
- Helmuth Rudolph : Le premier officier de la suite de l'empereur François
- Olga Engl : La première dame de compagnie de Maria Ludovika
- Annemarie Steinsieck (de) : La deuxième dame de compagnie de Maria Ludovika
- Toni Tetzlaff (de) : La troisième dame de compagnie de Maria Ludovika
- Erich Dunskus : Laurenz, le peintre de Metternich
- Angelo Ferrari : Le maître de ballet
- Hugo Flink (de) : Le médecin de Maria Ludovika en Hongrie
- Alfred Gerasch : Le comte adjudant de l'empereur François
- F. W. Schröder-Schrom : Le médecin de Metternich

## Article annexe
- Liste des longs métrages allemands créés sous le nazisme

## Source de la traduction
- (de) Cet article est partiellement ou en totalité issu de l’article de Wikipédia en allemand intitulé « So endete eine Liebe » (voir la liste des auteurs).